# Komorowice (gmina)
Komorowice – dawna gmina wiejska istniejąca w latach 1973–1976 w województwie katowickim i bielskim. Siedzibą władz gminy były Komorowice (obecnie dzielnica Bielska-Białej).
Gmina jednostkowa Komorowice (Krakowskie) istniała od 23 grudnia 1920 do 31 lipca 1934 w woj. krakowskim (powiat bialski). 1 sierpnia 1934 roku została włączona do nowo utworzonej gminy zbiorowej Biała Krakowska.
Gminę zbiorową Komorowice utworzono 1 stycznia 1973 roku w powiecie bielskim w woj. katowickim, z połączenia zniesionych gromad Komorowice i Hałcnów. 1 czerwca 1975 gmina znalazła się w nowo utworzonym woj. bielskim.
1 stycznia 1977 roku jednostka została zniesiona przez włączenie jej terenów do miasta Bielska-Białej.